# Nikon-F-Serie Autofokus

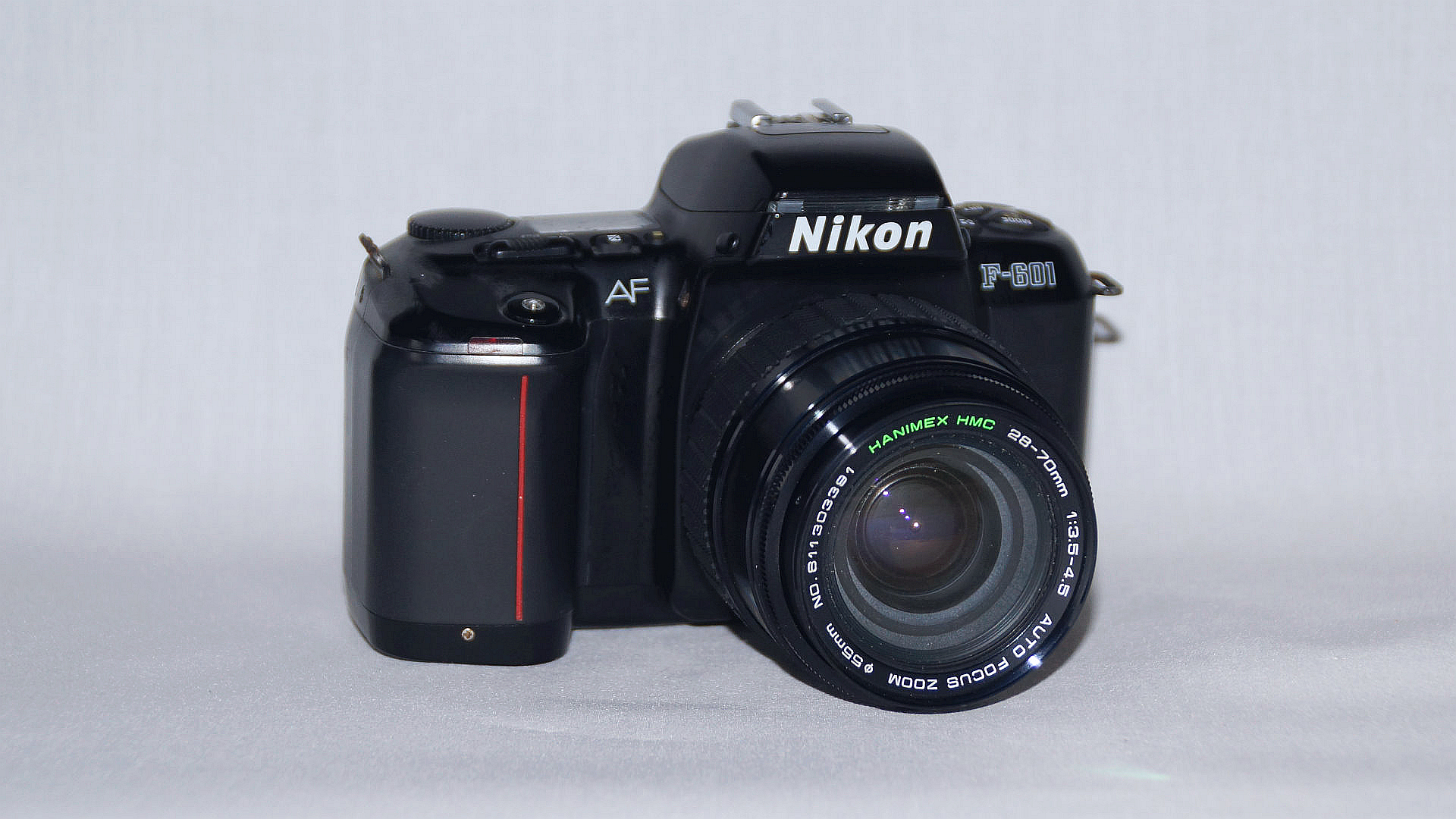
Nikon F-601 mit Autofocus-Zoom 28-70mm

Neben den Kameras der einstelligen F-Serie baute Nikon auch Kameras mit mehrstelligen Nummern. Anfänglich wurden relativ hohe
Hunderternummern mit einer 1 an der Einerstelle vergeben, (ab 401) mit der Modellablöse in den 1990er Jahren stellte Nikon abermals die Nummerierungen um, ab diesem Zeitpunkt waren die Zehnernummern (ab 50) die Nomenklatur für diese Art von Nikonmodellen. Bei einer abermaligen Modellablösung wurden die Zehnernummern beibehalten, lediglich wurde an die Einerstelle eine 5 gesetzt (ab 55). Nur die F100 tanzt hier etwas aus der Reihe, da sie zur letzten Serie von Kameras gehört, aber eine Hunderternummer bekommen hat.
Die AF-Objektive mit Autofokus der F-Serie können mit einigen digitalen Kameragehäusen, die am F-Bajonett über keinen mechanischen Antrieb für die Autofokus-Steuerung verfügen, nur manuell scharfgestellt werden. Diese Kameragehäuse können nur mit den moderneren Objektiven der AF-S- und AF-I-Serie kommunizieren, die mit einer eigenen Fokusmotor ausgestattet sind.

## Kameramodelle

### Hunderterserie
- Nikon F-401
- Nikon F-501
- Nikon F-601
- Nikon F-801

### Zehnerserie
- Nikon F50
- Nikon F55
- Nikon F60
- Nikon F65
- Nikon F70
- Nikon F75
- Nikon F80
- Nikon F90
- Nikon F100

Anzumerken ist, dass Nikon bei manchen Kameras Upgrades bei Hard- und Software vorgenommen hat. Diese Versionen sind durch einen Buchstaben hinter der Nummer gekennzeichnet (z. B.: F90X).
Generell gilt in jeder Serie: Je höher die Nummer, desto höherwertiger ist auch die Kamera. So stellen die F100, die F90 und die F801 semiprofessionelle Modelle, die F401, F50, F55, F60 und F65 Einsteigerkameras dar. Die Kameras dazwischen sind der Amateurklasse zuzuordnen.